# ۱۱ تیر
۱۱ تیر/سرطان صد و چهارمین روز سال در گاه‌شماری خورشیدی است. به پایان سال ۲۶۱ روز (۲۶۲ روز در سال کبیسه) باقی‌است.

## رویدادها
- ۱۳۳۶ - زمین‌لرزه ۱۳۳۶ سنگچال
- ۱۴۰۱ - زمین‌لرزه‌های ۱۴۰۱ هرمزگان
- ۱۴۰۴. طاها رضایی، جوان ۱۸ ساله هزاره افغانستانی مقیم ایران، از سوی فرد ایرانی در منطقه آبسرد شهر دماوند کشته و بدنش تکه تکه شد. این اتفاق هم‌زمان با موج خشونت علیه افغانستانی‌ها در ایران رخ داد.[۱][۲]

## زادروزها
- ۱۳۰۸ - علی باقرزاده، نویسنده و شاعر
- ۱۳۵۷ - سحر جعفری جوزانی، بازیگر

## درگذشت‌ها
- ۱۳۱۹ - کیخسرو شاهرخ، رئیس انجمن زرتشتیان تهران
- ۱۳۶۱ - محمد صدوقی، مجتهد[۳]
- ۱۳۸۰ - هارون شفیقی، شاعر
- ۱۳۹۰ - محمدعلی صدوقی، نماینده ولیه فقیه در استان یزد و فرزند محمد صدوقی
- ۱۳۹۲ - فوزیه، نخستین همسر محمدرضا پهلوی
- ۱۴۰۲ - خسرو حسن‌زاده، نقاش
- ۱۴۰۴ - مهدی خلیلی، ایرانگرد و مستندساز